# Alfonso Reyes Cabanas
Alfonso Reyes Cabanás (Córdoba; 19 de septiembre de 1971) es un exbaloncestista español que disputó 18 temporadas como profesional. Con 2,02 metros de altura, jugaba de ala-pívot.
Es hermano del también exjugador de baloncesto Felipe Reyes (n. 1980). 

## Carrera
Comenzó su carrera en 1989 en el C.B. Estudiantes donde pasó cuatro temporadas. En 1992 gana la Copa del Rey.
En 1993 ficha por el Club Baloncesto Málaga. En Málaga pasa cuatro temporadas, hasta que en 1997 decide marchase a Francia, para jugar una temporada con el Paris Saint-Germain Racing Basket.
En 1998 regresa a la disciplina de C.B. Estudiantes.
En febrero de 2000, conquista la Copa del Rey con Estudiantes y es nombrado MVP del torneo.
En verano de 2002 firma por el Real Madrid.
En 2004 se marcha al Club Baloncesto Breogán donde trascurren sus tres últimas temporadas como profesional, hasta su retirada en 2007.
Durante su carrera deportiva destacó por su potencia física y su determinación. A pesar de medir solamente 2,02 metros, se desenvolvía a la perfección en las posiciones interiores, teniendo que enfrentarse a jugadores mucho más altos que él.

### Selección nacional
Júnior
En agosto de 1990, fue parte de la selección júnior que se llevó el bronce en el europeo disputado en los Países Bajos.
Al año siguiente en verano de 1991, en el que la selección finalizó en sexta posición.
En julio de 1993 participó en el Mundobasket sub-22 de España, que terminó en séptimo lugar.
Absoluta
Debutó con la selección absoluta en un amistoso el 20 de mayo de 1995 ante Italia. Desde entonces y hasta el momento de su retirada de la selección en septiembre de 2003, disputó 140 partidos.
En esos años consiguió la medalla de plata en el Europeo de Francia 1999, luego un bronce en Turquía 2001 y una última plata en el Eurobasket Suecia 2003.
También participó en los Juegos Olímpicos de Sídney 2000 que acabó en novena posición y en los Mundiales de 1998 y 2002, finalizando ambos en quinta posición.

## Vida personal
Al margen de su faceta como baloncestista, Alfonso Reyes es ingeniero de caminos por la Escuela Técnica Superior de Ingenieros de Caminos, Canales y Puertos (Universidad Politécnica de Madrid).
Asimismo, es el presidente de la Asociación de Baloncestistas Profesionales.
En marzo de 2020 fue hospitalizado por la enfermedad de COVID-19, siendo dado de alta días después.

## Logros y reconocimientos

### Clubes
- 2 veces Campeón de la Copa del Rey (1992, 2000)
- MVP de la Copa del Rey (2000)

### Selección nacional
- en el Eurobasket Júnior 1990 de los Países Bajos

Absoluta
- en el Eurobasket de Francia 1999
- en el Eurobasket de Turquía 2001
- en el Eurobasket de Suecia 2003